# MC2
Pour les articles homonymes, voir MC2 (homonymie).
Résidence
La MC2 est le nom de la maison de la culture de Grenoble. Situé rue Paul-Claudel, l'édifice culturel de 22 000 m2 inauguré en 1968 est labellisé scène nationale mais également « patrimoine du XXe siècle » de Grenoble depuis 2003. Cet édifice consacré aux spectacles vivants, mais également à des cycles de grandes conférences tous publics, reste encore largement associé dans les esprits au développement urbanistique de la période olympique de la ville.
La maison de la culture a été inaugurée en 1968 à l'occasion des jeux olympiques d'hiver. Elle est dirigée notamment par CatherineTasca (1973-1977) et Georges Lavaudant (1981-1986). Elle devient Le Cargo-Maison de la culture en 1986, fait l'objet d'une rénovation importante en 2004 et depuis cette date, apparaît dans les documents sous l'appellation de MC2

## Historique
L'idée d'une grande maison de la culture pour la ville de Grenoble trouve son origine en 1958, dans la création de l'« Association pour la culture par le théâtre et les arts » (ACTA). Cette dernière sollicite le ministre des Affaires culturelles afin d'obtenir l'édification d'une maison de la Culture dans le cadre de l'organisation des Jeux d'hiver de 1968, et l'obtient. Les études durent en réalité de septembre 1965 à septembre 1966. 

### 1966: L'association pour la gestion de la maison de la culture
À l'automne 1966, l'Association pour la maison de la culture devient l'Association pour la gestion de la maison de la culture et nomme l'homme de théâtre, Didier Béraud, comme premier directeur. 
En avril 1969, un autre établissement culturel financé par le budget olympique s'installe à proximité immédiate : le Conservatoire national de région. 

### 1985: Le Cargo
L'equipement est renommée Le Cargo en 1985.
Il ferme ses portes à l'automne 1998, après trente ans d'activité, afin de réaliser d'importants travaux de rénovation et d'extension. 
Durant ces travaux, les spectacles se jouent hors les murs, à La Rampe à Échirolles, à l'Hexagone de Meylan, à l'Amphithéâtre de Pont de Claix et à l'Heure bleue de Saint-Martin-d'Hères. 
En 2003, on profite des travaux de rénovation pour installer sur la pelouse du Cargo, l'œuvre de Dominique Gonzalez-Foerster, un jardin paysage portant le nom de Jardin des dragons et des coquelicots avec son dragon en pierre et un poteau d'éclairage quadrichromique.

### 2000: Le MC2
L'édifice porte le nom de MC2 depuis le 17 septembre 2004, date à laquelle, il a rouvert ses portes après d'importants travaux de réhabilitation et d'agrandissement de 38 M€, couvert à 42,3 % par la ville, 40 % par l'État, 10,7 % par le département et 8 % par la région. Toutes les salles sont rénovées, la salle de théâtre est transformée en un auditorium de 998 places et la petite salle de théâtre est dotée d'une pente. Un nouvel édifice réalisé par l'architecte Antoine Stinco et relié à l'ancien par deux passerelles de verre, est construit pour recevoir deux studios de danse et une grande salle de création accueillant des spectateurs. La cafétéria est y également transférée.
La fréquentation atteint depuis cet agrandissement la barre des 100 000 spectateurs par saison. Elle atteint même 120 000 spectateurs en 2013.
À partir de janvier 2017, la MC2 passe sous contrôle de la métropole de Grenoble qui se dote de la compétence culture.

## Architecture
Construite dans une zone non urbanisée de la ville par une équipe pluridisciplinaire conduite par l'architecte André Wogenscky grâce au budget des Jeux olympiques, la maison de la culture de Grenoble est remise à la ville le 22 décembre 1967 et inaugurée le 3 février 1968 par André Malraux, ministre des Affaires culturelles et père du concept des maisons de la culture. 
André Wogenscky dispose d'un capital de recherches personnelles en matière de "théâtres toriques" et de collaborations avec le scénographe Jacques Polieri. L'équipe comprend, pour l'agence Wogenscky, Bauwens et Pétard (pour les études) ainsi que Lavet et Bourgeois (pour le chantier). Les équipements scéniques sont conçus par Demangeat et Candaes, le mobilier et l'aménagement intérieur par Alain Richard ; le bâtiment contient un rideau d'avant-scène signé par Martin Barre. Le bureau d'études SETEC est représenté par M. Delaunay ; l'entreprise spécialisée SORES gère la construction du théâtre tournant. Enfin, la sculptrice Marta Pan signe une œuvre au titre du 1 % du Ministère de la Culture, abondé par la Ville de Grenoble. 
Avant même son inauguration, son architecture rappelle aux journalistes l'aspect d'un grand paquebot blanc surmonté de deux volumes noirs. 
Le tout premier spectacle est donné par le guitariste australien John Williams, quelques jours avant l'inauguration. Dès son ouverture, elle compte 20 000 adhérents et possède la particularité d'avoir une scène de théâtre mobile dotée d'un plateau tournant dans lequel prennent place les spectateurs.

### Salles
- une grande salle de 1 028 places (salle Georges-Lavaudant depuis septembre 2018)
- un auditorium de 998 places
- une petite salle de 244 places
- une salle de création de 494 places, (700 m2)
- un studio de répétition pour le théâtre
- deux studios de danse et un studio d'enregistrement.

## Organisation
La MC2 est un établissement public de coopération culturelle subventionné par le ministère de la Culture et de la Communication, la région Auvergne-Rhône-Alpes, le conseil général de l'Isère, la métropole de Grenoble et la ville de Grenoble. En 2010, le budget de l'institution est de 9,3 millions d'euros par an. En 2013, il est de 12,6 millions d'euros.
C'est une scène nationale. 
Le 1er janvier 2014, le Centre dramatique national des Alpes déjà hébergé par la MC2 fusionne sa structure avec la MC2. La MC2 abrite également le Centre chorégraphique national de Grenoble (CCN2) dirigé par Yoann Bourgeois et Rachid Ouramdane depuis 2016. L'orchestre Les Musiciens du Louvre y est en résidence depuis 1996.
En 2014, la MC2 compte 58 salariés et de 50 à 100 intermittents par mois.

### Direction
A la direction de la MC2 se sont succédé :
- Didier Béraud, à l'automne 1966, premier directeur de l'association pour la gestion de la maison de la Culturel ;

- Catherine Tasca, de 1973 à 1977[10] ;

- Georges Lavaudant, de 1989 à 1989[11], alors que la maison de la Culture prend son nouveau nom de Cargo (1985) ;

- Jean-Claude Gallotta devient en 1985 le premier chorégraphe à la tête d'une scène nationale[12] ;

- Yolande Padilla est nommée en septembre 1999 à la direction du Cargo[13] ;

- Michel Orier lui succède juin 2002[14] ;

- Jean-Paul Angot, le 31 octobre 2012 [15] ;

- Arnaud Meunier, le 1er janvier 2021[16].

## Événements culturels notables
En novembre 2006, la MC2 accueille l'un des sept concerts français de l'œuvre Music for 18 Musicians du compositeur américain Steve Reich.
En 2009, Jean-Claude Gallotta crée le spectacle de danse L'Homme à tête de chou devant accompagner l'album L'Homme à tête de chou d'Alain Bashung. La première est donnée le 12 novembre, cinq jours après la sortie de l'album et huit mois après la mort du chanteur.
Les locaux sont aussi destinés à accueillir des manifestations diverses comme en janvier 2011, pour la cinquième fois depuis 2007, les États généraux du Renouveau organisés par le quotidien Libération. Près de 21 000 personnes ont assisté aux débats lors de l'édition 2011 de cette manifestation.
En février 2018, lors de son cinquantième anniversaire, la MC2 organise une grande flash mob chorégraphiée par Jean-Claude Gallotta.
Le 22 septembre suivant, l'ancien directeur Georges Lavaudant y présente une soirée intitulée La bande à Jo tandis que la grande salle de théâtre devient la salle Georges-Lavaudant.
Le 3 janvier 2019, l'Orchestre national de France y organise son concert du Nouvel An, sous la baguette d'Emmanuel Krivine.
La MC2 accueille un public très varié grâce à la large palette de sa programmation comme lors de la saison 2017-2018 qui voit des concerts du violoniste Renaud Capuçon, du rappeur Kery James ou encore de la chanteuse Olivia Ruiz. La MC2 peut également accueillir des groupes de musique électronique comme Kraftwerk en novembre 2015.

## Accès
La MC2 est desservie par la ligne A du tramway de Grenoble.